# Granuli di Fordyce

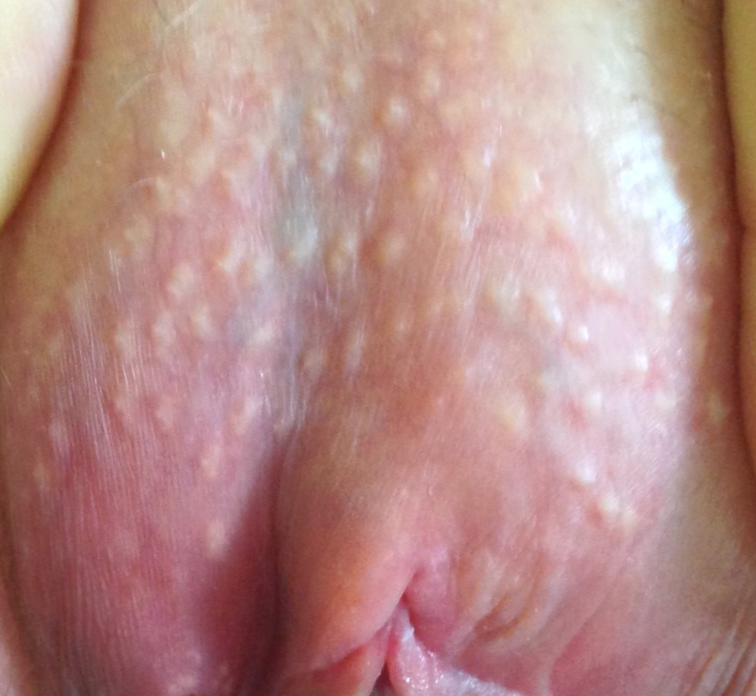
Granuli di Fordyce sulla superficie vulvare

I granuli di Fordyce, da non confondere con la malattia di Fox-Fordyce, sono ghiandole sebacee ipertrofiche che si rinvengono di solito sulle mucose, come quella orale e genitale. Non è da confondere come una malattia essendo di natura benigna e asintomatica. Prendono il nome dal dermatologo statunitense che per primo, nel 1896, le descrisse e analizzò: John Addison Fordyce.
I granuli si presentano come piccole papule, di solito di colore giallastro.
Essendo formazioni di natura del tutto fisiologica, non necessitano di alcuna terapia. Potrebbero però generare disagi psicologici e ne è possibile la rimozione con specifiche terapie laser. Durante la fase mestruale del ciclo tendono ad aumentare di dimensioni e possono infiammarsi determinando dolore e prurito vaginale. In caso di ipertrofia possono essere scambiate per un adenoma sebaceo.